# دائرة الإيرادات البحرية (الولايات المتحدة)
تأسست دائرة الإيرادات البحرية في الولايات المتحدة بمُوجب قانون صادر عن الكونجرس في 4 أغسطس 1790 بصفتها الإيرادات البحرية بناءً على توصية وزير الخزانة ألكسندر هاميلتون ليكون بمثابة خدمة مُسلحة لإنفاذ الجمارك. ومع مرور الوقت، اكتسبت الخدمة تدريجيًا مهامًا إما طوعًا أو عن طريق التشريعات، بما في ذلك تلك ذات الطابع العسكري. يشار إليها عمومًا باسم الإيرادات البحرية حتى 31 يوليو 1894، إلى أن أُعيد تسميتها رسميًا باسم دائرة الإيرادات البحرية.
تم إنشاء هذه الخدمة في عام 1790 عندما وقع الرئيس جورج واشنطن قانونًا يسمح ببناء 10 قوارب. وكان الغرض منها تحصيل الرسوم الجمركية والضرائب والحماية من التهريب. تم تكليفهم أيضًا بالتأكد من وصول شحنات البضائع من الولايات المتحدة إلى الأسواق في البلدان الأخرى. في عام 1915 وقع الرئيس وودرو ويلسون على «قانون إنشاء خفر السواحل». وهو ما أدمج خفر السواحل الأمريكية كفرع من الجيش الأمريكي. تم تشكيل الأخيرة من خلال دمج خدمة الإيرادات مع خدمة إنقاذ الحياة في الولايات المتحدة.

## التاريخ
اقترح ألكسندر هاملتون، أول وزير للخزانة، إنشاء هذه الخدمة في رسالة بتاريخ 2 أكتوبر 1789. بعد موافقة الكونجرس بدأت الخدمة بعشرة قوارب. قبل بدء هذه الخدمة تم حل البحرية القارية. حتى وقت تشكيل البحرية الأمريكية في عام 1794 كانت هي القوة البحرية الوحيدة في البلاد.
بعد الحرب الثورية الأمريكية، كانت الولايات المتحدة تكافح مالياً. اعتمدت الدولة الجديدة على الأموال التي تلقتها من رسوم الاستيراد. كان يُنظر إلى التهريب على أنه واجب وطني خلال الحرب، ولكنه أصبح الآن سلبًا لأحد مصادر الدخل الرئيسية للبلاد. أدرك هاميلتون أنه إذا لم يتم القيام بشيء ما بسرعة فإن البلاد ستعاني مالياً.
تم شراء نورث كارولينا في عام 1792، كما تم استخدام عدد من السفن كقوارب إيرادات، بعضها في وقت مبكر من فترة الاتحاد (1 مارس 1781 إلى 4 مارس 1789). 

### شبه حرب مع فرنسا
أدت الخلافات حول المعاهدات وحالة الحياد الأمريكية خلال الثورة الفرنسية إلى حرب غير معلنة بين فرنسا والولايات المتحدة. نشب الصراع في البحر من 7 يوليو 1798 حتى تم التوقيع على معاهدة مورتيفونتين في 30 سبتمبر 1800. ومع ذلك كان القراصنة الفرنسيون يسرقون السفن الأمريكية لعدة سنوات قبل بدء شبه الحرب. كما تعرضت السفن التجارية الأمريكية للهجوم من قبل القراصنة البربريين. أقر الكونجرس القانون البحري لعام 1794 الذي أنشأ بحرية دائمة. أمر قانون البحرية ببناء وتوظيف ست فرقاطات. بعد ثلاث سنوات تم الترحيب بالسفن الثلاث الأولى في البحرية الأمريكية.

### الحرب المكسيكية الأمريكية
في 8 أكتوبر 1847 أبلغ مساعد وزير الخزانة قادته أن الخدمة كانت منخفضة الأموال. احتاجت الخدمة إلى تقليص عدد السفن الجديدة وإحالة تلك السفن الباهظة الثمن إلى التقاعد للاستمرار في العمل.

### الحرب الأهلية
أدت التخفيضات في التمويل خلال أربعينيات وخمسينيات القرن التاسع عشر وعدم زيادة الأجور إلى نقص في الخدمة من الرجال. خلال هذه الفترة نفسها بدأت الخدمة في تسيير دوريات شتوية في شمال المحيط الأطلسي لحماية البحارة. كما أخذوا على عاتقهم مهمة إنفاذ قوانين الهجرة خاصة في الساحل الغربي حيث تم جلب أعداد كبيرة من الحراس الصينيين على متن سفن مكتظة.
في بداية الحرب غادر عدد قليل من الضباط والرجال الخدمة للانضمام إلى الكونفدرالية وشكلوا نواة لبحرية الإيرادات الكونفدرالية. تم نقل هارييت لين مؤقتًا إلى بحرية الاتحاد.

### الحرب الإسبانية الأمريكية
في 21 أبريل 1898 أعلنت الولايات المتحدة الحرب على إسبانيا. نقل الرئيس ويليام ماكينلي مؤقتًا سفن خدمة لتعمل تحت إشراف وزير البحرية، وقد أُمرت هذه السفن بالتعاون مع البحرية وأصبحت جزءًا من قواتهم المساعدة.

### خفر سواحل الولايات المتحدة
شكلت دائرة الإيرادات وخدمة إنقاذ الحياة الأمريكية معاً خفر سواحل الولايات المتحدة في 28 يناير 1915. جعل القانون خفر السواحل عضوًا دائمًا في جيش الولايات المتحدة وسمح بنقلها إلى البحرية الأمريكية كلما لزم الأمر. كانت ممارسة وضع خدمة الإيرادات تحت سيطرة البحرية في أوقات الأزمات هي العادة في الماضي ولكن الآن أصبح رسميًا بموجب القانون الجديد الذي غير اسمه أيضًا.